# صرفة (سنحان)

تعديل مصدري - تعديل

صرفة هي إحدى قرى عزلة صرفة ودجة بمديرية سنحان وبني بهلول التابعة لمحافظة صنعاء، بلغ تعداد سكانها 1241 نسمة حسب تعداد اليمن لعام 2004.